# Berteroella maximowiczii
Berteroella maximowiczii là một loài thực vật có hoa trong họ Cải. Loài này được (Palib.) O.E.Schulz mô tả khoa học đầu tiên năm 1919.